# Station Appley Bridge
Appley Bridge is een station van National Rail in Appley Bridge, West Lancashire in Engeland. Het station is eigendom van Network Rail en wordt beheerd door Northern Rail. 